# 青岛天泰体育场
青岛天泰体育场是的一座位于青岛市的体育场，曾经是青岛海牛队、青岛海利丰队（已解散）的主场，现为青岛红狮队的主场。天泰体育场的前身是建立于1933年的青岛第一体育场，经过改造后更为现名。

## 主要活動
青島天泰體育場經常作為各類演出及商業演唱會及體育的舉辦場地。

### 文娛演出
- 2006年6月16日，《中國青島韓國影視文化節》
- 2012年7月28日，五月天《諾亞方舟世界巡迴演唱會末日狂歡版》（青島站）
- 2012年8月11日，《第22屆青島國際啤酒節開幕式》
- 2012年9月22日，張惠妹《AMeiZING 15週年世界巡迴演唱會》（青島站）
- 2013年8月9日，《第23屆青島國際啤酒節開幕式》